# Klazienaveen
Klazienaveen (Drents: Klazieneveen) is een plaats in de gemeente Emmen, in de provincie Drenthe. Op 1 januari 2023 telde Klazienaveen 12.020 inwoners.

## Geografie
Het kanaaldorp ligt aan de Verlengde Hoogeveense Vaart, lokaal het Van Echtenskanaal geheten. Eind jaren zeventig werd het kanaal in het centrum gedeeltelijk gedempt waardoor doorgaand vaarverkeer niet meer mogelijk was en meer ruimte beschikbaar kwam voor wegverkeer en winkels. In 2005 werd begonnen met de bouw van een winkel-appartementencomplex boven op een van de gedempte kanalen. Dit complex, Schip I" genoemd, kwam in 2007 gereed. In 2012 werd een tweede complex "Schip II" gerealiseerd.
Klazienaveen is gelegen aan de A37. De plaats is via de N862 verbonden met Emmen.

## Geschiedenis
Klazienaveen is van oorsprong een veenkolonie, ontstaan in een veengebied dat in de negentiende eeuw was aangekocht door W.A. Scholten, een industrieel uit de stad Groningen. Diens zoon Jan Evert Scholten noemde de later in dat gebied ontstane plaats naar zijn moeder, Klaassien Sluis, ook wel geschreven als Klaaszien zoals op haar grafsteen op de Zuiderbegraafplaats te Groningen. Op 14 januari 1904 kreeg Klazienaveen een verbinding per stoomtram toen de DSM de lijn Erica - Klazienaveen opende. In 1907 werd deze lijn doorgetrokken. In april 2017 werd de vlag van Klazienaveen ontdekt in het depot van het Veenkoloniaal Museum in Veendam. In 1888 overhandigde grootindustrieel W.A.Scholten deze vlag aan de eerste schipper in het Klazienaveen, Adde Hazewinkel.
Anno 2004 is er een tuinbouwgebied gekenmerkt door vele kassen. In Klazienaveen-Noord wordt het landgoed Scholtenszathe ontwikkeld, ontstaan uit de De N.V. Turfstrooiselfabriek en Veenderij Klazienaveen v/h firma W.A. Scholten, waar woningbouw, bosaanleg, recreatie en natuurbouw gecombineerd worden. In Klazienaveen is een fabriek van Norit gevestigd, waar actieve kool gemaakt wordt. Vroeger was de grondstof zwarte turf, afkomstig uit de vervening in de omgeving. In april 2004 werd een nieuwe fabriek geopend.
Februari 2024 kwam het dorp in het nieuws door de grote toestroom van winkelend publiek uit de wijde omgeving, daar waar andere dorpen met een teruglopende belangstelling te kampen hebben. Er ligt geen masterplan aan ten grondslag, het succes wordt gezocht in de afwezigheid van winkelketenfilialen en de aanwezigheid van een gevarieerd aanbod aan zelfstandige winkeltjes.

## Bezienswaardigheden
- Villa uit 1903, die oorspronkelijk de functie van marechausseekazerne had, met aangebouwd huis voor de wachtcommandant.
- Een monument dat herinnert aan het bombardement op de Puritfabriek tijdens de Tweede Wereldoorlog.
- Het Koning Willem-Alexanderkanaal dat in 2013 is geopend.
- Bronzen Beeld De Veenarbeider (in 2000 uitgeroepen tot Klazienavener van de eeuw na enquête in de Dorpskrant)
- Koppelsluizen in de Veenvaart.
- Trammonument (120 jaar na binnenkomst van de tram werd dit beeld onthuld op de Tramdam)

## Kerkgenootschappen
- Rooms-katholieke parochie van de heilige Henricus.
- Protestantse Kerk
- Het Apostolisch Genootschap
- Vrijzinnige Geloofsgemeenschap

Bovengenoemde kerkgenootschappen hebben een samenwerkingsverband in de vorm van de Oecumenische Werkgroep Klazienaveen. Deze werkgroep organiseert jaarlijks onder meer een gezamenlijke kerstviering, Sint-Maarten-viering, oecumenische lezing en is medeorganisator van de Nationale Dodenherdenking in het dorp.
- Gemeente des Heeren
- Volle Evangelie Gemeente

## Sport
In 1955 maakte VV Zwartemeer de overstap naar het betaald voetbal. In 1966 werden de amateurs en de profs gescheiden en gingen de laatsten verder onder de naam Sportclub Drente. In 1971 werd het betaalde voetbal beëindigd.
Klazienaveen heeft een eigen tafeltennisvereniging: DTK '70. DTK '70 won bij de vrouwen 8 keer het Nederlands kampioenschap, 2 keer de Nederlandse beker en een keer de Europa Cup voor landskampioenen. Anno 2012 spelen de vrouwen niet meer op het hoogste niveau. De mannen draaien al een aantal jaar mee in de eredivisie, in 2008 plaatste ze zich in de najaarscompetitie voor de play-offs om het landskampioenschap, maar werd de club in de halve finale uitgeschakeld. In 2018 werd het mannenteam voor het eerst landskampioen.
In 2008 zijn de voetbalverenigingen VV Klazienaveen en VV Zwartemeer een samenwerkingsverband aangegaan voor het jeugdvoetbal in Klazienaveen onder de naam KZC '08. Deze naam staat voor Klazienaveen-Zwartemeer-Combinatie 2008. Bij KZC '08 voetballen ongeveer 500 jeugdleden van pupillen tot junioren in ongeveer 50 teams. In 2017 gingen VV Klazienaveen en VV Zwartemeer samen en verder onder de naam FC Klazienaveen.
In het kader van het honderdjarig bestaan van Klazienaveen, werd in 1984 voor het eerst een marathon georganiseerd. In 2015 stonden 1400 atleten uit 12 verschillende landen aan de start.

## Geboren
- Sip Bloemberg (1952), voetballer
- Henk van Dijk (1928-1991), pianist en componist
- Klaas van Dijk (1959), pianist
- Martin van Dijk (1946-2016), pianist en componist
- Wies Meertens (1915-1991), fotograaf
- Evert ten Napel (1944), sportverslaggever
- Hanja Maij-Weggen (1943), politica (o.a. oud-commissaris van de Koningin in Noord-Brabant en voormalig minister van Verkeer en Waterstaat)
- Egbert Post (1958), kernploegschaatser
- Rosa da Silva (1986) actrice/zangeres
- Tess de Vries (2001), volleybalster

## Trivia
In 2015 zond BNNVARA het programma Live vanuit Klazienaveen uit op radiozender NPO 3FM. Ondanks dat de titel suggereerde dat het vanuit die plaats werd uitgezonden, werd dit programma gewoon vanuit de NPO 3FM studio in Hilversum gemaakt.